# Berkowo (Wydminy)
Berkowo [bɛrˈkɔvɔ] (deutsch Berghof) ist ein kleiner Ort in der polnischen Woiwodschaft Ermland-Masuren, der zur Landgemeinde Wydminy (Widminnen) im Powiat Giżycki (Kreis Lötzen) gehört.

## Geographische Lage
Berkowo liegt am Südwestufer des Jezioro Dobrzyń (1938–1945 Strudelsee, deutsch Dobbrin-See) in der östlichen Mitte der Woiwodschaft Ermland-Masuren. Der Weiler (polnisch osada) bildet die Südostspitze des Powiat Giżycki, dessen Kreisstadt Giżycko (Lötzen) 30 Kilometer in nordwestlicher Richtung entfernt ist.

## Geschichte
Der kleine Gutsort Berghof wurde im Jahr 1874 in den neu errichteten Amtsbezirk Neuhoff (polnisch Zelki) eingegliedert, der zum Kreis Lötzen im Regierungsbezirk Gumbinnen (1905–1945 Regierungsbezirk Allenstein) der preußischen Provinz Ostpreußen gehörte. Ab dem gleichen Zeitpunkt war Berghof auch dem Standesamt Neuhoff zugeordnet. Die Einwohnerzahl belief sich für den Gutsbezirk Berghof auf 123.
Aufgrund der Bestimmungen des Versailler Vertrags stimmte die Bevölkerung im Abstimmungsgebiet Allenstein, zu dem Berghof gehörte, am 11. Juli 1920 über die weitere staatliche Zugehörigkeit zu Ostpreußen (und damit zu Deutschland) oder den Anschluss an Polen ab. In Berghof stimmten 80 Einwohner für den Verbleib bei Ostpreußen, auf Polen entfiel keine Stimme.
Am 30. September 1928 verlor Berghof seine Eigenständigkeit und wurde in die Landgemeinde Neuhoff (Zelki) eingemeindet. Mit dem gesamten südlichen Ostpreußen kam es 1945 in Kriegsfolge zu Polen und erhielt die polnische Namensform Berkowo. Heute ist das Dorf Sitz eines Schulzenamtes (polnisch sołectwo) und eine Ortschaft im Verbund der Landgemeinde Wydminy (Widminnen) im Powiat Giżycki (Kreis Lötzen), vor 1998 der Woiwodschaft Suwałki, seither der Woiwodschaft Ermland-Masuren zugehörig.

## Religionen
Bis 1945 war Berghof in die evangelische Pfarrgemeinde Neuhoff in der Kirchenprovinz Ostpreußen der Evangelischen Kirche der Altpreußischen Union und in die katholische Pfarrgemeinde Lötzen im Bistum Ermland eingepfarrt. 
Heute gehört Berkowo zur evangelischen Kirchengemeinde in Wydminy, einer Filialgemeinde der Pfarrei Giżycko in der Diözese Masuren der Evangelisch-Augsburgischen Kirche in Polen, bzw. zur katholischen Pfarrkirche Zelki im Bistum Ełk (Lyck) der Römisch-katholischen Kirche in Polen.

## Verkehr
Berkowo liegt verkehrsgünstig an der Woiwodschaftsstraße DW 656, die die beiden Kreisstädte Giżycko (Lötzen) und Ełk (Lyck) miteinander verbindet. Eine Bahnanbindung existiert nicht mehr, seit ab dem 1. September 2009 der Betrieb auf der Bahnstrecke Czerwonka–Ełk (Rothfließ–Lyck) mit der Bahnstation Skomack Wielki (Skomatzko, 1938–1945 Dippelsee) eingestellt wurde.